# Krajša zgodba
Krajše pripovedne zgodbe, imenovane tudi mini zgodbe, bonsaji, embriji, minutne zgodbe ipd., so po dolžini izredno kratke, saj obsegajo največ dve strani. Primer take zgodbe v slovenski literaturi je zgodba Bobnarjev zamah iz zbirke Menjava kože (1990), avtorja Andreja Blatnika. Gre za zgodbo, ki je z vidika forme oz. prostora minimalna, saj zajema malo več kot stran celotne zbirke. Čas v besedilu je močno skrčen in predstavlja le trenutek, saj ga lahko brez premora preberemo v enem zamahu, v približno minuti in pol. Tudi zunanje dogajanje je močno skrčeno in omejeno. Ritem branja je hiter, saj je besedilo ena sama dolga poved, znotraj katere so stavki ločeni z vejicami. Fokalizacija je zunanja, fokalizacijski kot pa zaradi skrčenosti omejen.
Ekstremni primer mini zgodbe z naslovom Dinozaver lahko pripišemo tudi gvatemalskemu pisatelju Augustu Monterrosu - Titu, ki je poznan kot avtor najkrajše zgodbe v svetovni literaturi in hkrati velja za začetnika drugega latinskoameriškega prodora izjemno kratke zgodbe.
Pomembni kriteriji pri opazovanju krajših zgodb so: 
- pripovedovalec, ta je lahko prvo-, drugo in tretjeosebni; avktorialni, personalni in virtualni;    lirski, dramski in epski pripovedovalec,

- čas, ki je pri mini zgodbi lahko močno skrčen,

- fokalizacija, ki je lahko notranja ali zunanja in fokalizator, ki usmerja pripovedno perspektivo,

- tempo, ritem,

- mimetični segmenti (pripovedno dejavnost, ki se lahko izmenjuje z govornimi nastopi upovedenih oseb, kjer so pripovedovalci upovedene osebe. Poudarjajo osebno perspektivo upovedenih oseb, kjer sta vrednost in pomen pripovedovalca zmanjšana in omogočajo neposreden stik bralca z dogajanjem, recepcijo poživijo in poglobijo ter povzročijo globlje doživetje literarne snovi.)